# Hall J. Kelley
Hall Jackson Kelley (né le 24 février 1790, mort le 20 janvier 1874) est un écrivain américain connu pour son discours en faveur de l'implantation de colons américains dans l'Oregon Country durant les années 1820 et 1830.

## Biographie
Hall Kelley naquit à Orono dans le Maine le 24 février 1790. Il quitte l'école à l'âge de 16 ans et commence à enseigner à Hallowell.
Il est diplômé du Middlebury College dans le Vermont en 1814, puis du Harvard College en 1820. Il travaille comme directeur d'école à Boston de 1818 à 1823. Il dirige ensuite une société de chemin de fer dans le Maine. Il participera également à des projets visant à construire un canal entre Boston et le fleuve Connecticut (projet abandonné) et un chemin de fer entre Veracruz et Mexico.
Dès 1815, il s'intéresse à la problématique de la colonisation des régions situées à l'ouest des montagnes Rocheuses après avoir lu des documents relatifs à l'expédition Lewis et Clark et de l'expédition de Wilson Price Hunt,. Il mit ses efforts dans une tentative d'expédition dans ces régions en 1828 mais elle avorta faute d'équipements. Il essaya encore sans succès de mener une colonisation du Puget Sound à partir d'une expédition par voie maritime. En 1828, il persuade les autorités du Massachusetts à fonder une société dont le but serait de promouvoir la colonisation des régions proches du fleuve Columbia. À l'époque, l'Oregon Country était administrée conjointement par les États-Unis et la Grande-Bretagne à la suite d'une convention signée en 1818. La région était en réalité sous le contrôle de la Compagnie de la Baie d'Hudson qui décourageait toute colonisation de la région où elle s'enrichissait grâce à la traite des fourrures.
Il rédige alors plusieurs ouvrages pour encourager la colonisation de cette région. Il présente ainsi un travail au congrès américain le 11 février 1828 qui mènera à la création d'une cité à la jonction du fleuve Columbia et de la rivière Willamette. Cette cité deviendra par la suite Portland. Son travail est également à l'origine des noms donnés aux monts Jefferson et Adams. En 1830, il publia Geographical Memoir of Oregon, qui contenait la première carte du territoire de l'Oregon Country en vue de diriger les colons. Les œuvres de Kelley inspireront Benjamin Bonneville pour entreprendre une expédition en 1832.
En 1831, il se décide à réaliser une expédition dans l'Ouest avec Nathaniel Jarvis Wyeth et rassemble une équipe de plusieurs centaines d'hommes. Des retards forcent à un abandon de dernière minute de l'expédition bien que Wyeth partit à l'Ouest sans Kelley. En 1833, Kelley part enfin vers l'Ouest avec une plus petite équipe. Il part en premier jusque La Nouvelle-Orléans. Il se dirige ensuite vers le sud jusque Veracruz pour y créer une équipe. Ils partent alors du Mexique jusqu'en Californie avec Joseph Gale et rejoignent le commerçant de fourrures Ewing Young qui souhaitait se rendre dans la région de l'Oregon avec le missionnaire Jason Lee.
Kelley se dirige alors vers le nord en 1834. Durant son voyage, il attrape la malaria alors qu'il rencontre la tribu amérindienne Coquille dans la vallée du fleuve Umpqua. Il est secouru par Michel Laframboise, un employé de la Compagnie de la Baie d'Hudson basé au Fort Umpqua. Kelley écrivit de cet épisode : 
« Le Capitaine (LaFramboise) engagea un chef indien pour me transporter dans un canoë pour descendre plus de 50  km sur le fleuve Umpqua. Au début le chef refusa en disant que le fleuve n'était pas navigable dans sa partie haute. Finalement, il accepta d'essayer grâce à une récompense alléchante... À l'arrivée, l'indien reçut de moi un beau cheval sellé et bridé, un couteau et une écharpe écarlate en velours. Il était satisfait de sa récompense. »
Kelley et son équipe parviennent au niveau du fleuve Columbia le 27 octobre 1834. Dans l'Oregon Country, John McLoughlin, le chef de district de la compagnie de la Baie d'Hudson, leur donne un mauvais accueil à Fort Vancouver. Kelley tomba à nouveau malade et perd courage dans son expédition. McLoughlin lui offre la possibilité de rejoindre Hawaii par bateau en 1835 d'où il repartira ensuite jusqu'à la ville de Boston.
Kelley continua à écrire des articles dans des journaux et ses mémoires en se basant sur son expérience pour encourager les colons à se rendre dans l'Oregon. Le 16 février 1839, une partie de ses mémoires sont présentées au Congrès des États-Unis. Le rapport est présenté avec une carte montrant le territoire de l'Oregon.
Il termine sa vie à Three Rivers dans le Massachusetts. En 1868, il rédige A History of the Settlement of Oregon and of the Interior of Upper California, and of Persecutions and Afflictions of Forty Years' Continuance endured by the Author.  Il décède le 20 janvier 1874 à l'âge de 83 ans et est inhumé à Palmer.

## Héritage
Le Kelley Point et le Kelley Point Park, situés à la confluence du fleuve Columbia et de la rivière Willamette à Portland lui rendent hommage. Durant les années 1830, Kelley mèna le combat en vue de renommer la Chaîne des Cascades (Cascade Range) en « Chaîne des Présidents » (Presidents Range). Il souhaite également que chaque sommet important de la chaîne soit nommé en hommage à des présidents américains. Kelley souhaitait par exemple que le mont Hood soit renommé en « Mont Adams » en l'honneur du président John Adams. Un cartographe plaça par erreur le mont Adams à environ 64 km au nord du mont Hood, à l'est du mont Saint Helens. Une coïncidence fit qu'une montagne sans nom se trouvait par hasard à cet endroit et qu'elle prit finalement le nom de mont Adams. Par contre, l'idée de renommage de Kelley ne fut jamais acceptée.